# Armando Huamán Tasayco
Arnaldo Huamán Tasayco es un político peruano. Actualmente es el alcalde provincial de Chincha.
Nació en el distrito de Grocio Prado, provincia de Chincha, departamento de Ica, Perú, el 9 de noviembre de 1964, hijo de Mario Huamán Yataco y Marcela Tasayco Tasayco. Cusró sus estudios primarios en su localidad natal y los secundarios entre la ciudad de Lima, Grocio Prado y Chincha. Entre 2009 y 2013 cursó estudios superiores de derecho en la Universidad Inca Garcilaso de la Vega sin culminar la carrera. Asimismo, desde 2004 hasta el 2014 trabajó como comunicador social en la ciudad de Chincha.
Su participación política se inició en las elecciones regionales del 2010 en las que postuló como candidato del partido Cambio Radical a la vicepresidencia del Gobierno Regional de Ica sin éxito. En las elecciones generales del 2011 postuló por el mismo partido como candidato a congresista por Ica sin obtener la representación. En el 2013, fundó el partido Unidos por la Región y, por este postuló a la alcaldía provincial de Chincha en las elecciones municipales del 2014 y del 2018. Resultó electo para ese cargo en esta última elección. Durante su gestión fue una de las autoridades locales que se contagió de COVID-19 en el mes de mayo del 2020 junto al gerente de la municipalidad de Chincha.